# Paul Obrecht
Paul Mathias Obrecht (* 10. November 1878 in Audincourt; † 13. Juli 1959 in Valentigney) war ein französischer Turner.

## Leben
Paul Obrecht belegte bei den Olympischen Sommerspielen 1900 in Paris in dem als „Championnat International de Gymnastique“ bezeichneten Einzelmehrkampf den 19. Platz.